# San José Poaquil
San José Poaquil è un comune del Guatemala facente parte del dipartimento di Chimaltenango.